# Junkudō
Les Librairies Junkudō (ジュンク堂 書店, Junkudō Shoten) sont une chaîne de libraires au Japon. Créée en 1963 dans l'ancien arrondissement d'Ikuta à Kōbe (qui fait partie aujourd'hui de l'arrondissement de Chuō) sous le nom de « Maison du livre Daidō » (大同 書房, Daidō Shobō). En 1976, la librairie est reprise en main par Yasutaka Kudō (工藤 恭孝, Kudō Yatsutaka) qui lui donne son appellation actuelle en s'inspirant du nom de son père (Jun Kudō, 工藤 淳) et déplace son siège dans le quartier de Sannomiya (le cœur du centre-ville de Kōbe), toujours dans le même arrondissement. La librairie de Sannomiya est la plus ancienne de la chaîne Junkudō, qui comprend actuellement 35 magasins répartis dans tout le Japon. 

## Librairies

### Kinki
Il s'agit de la région où Junkudō est le plus implanté, avec 16 magasins soit près de la moitié des librairies de la chaîne : 
- préfecture de Hyōgo : 10 librairies : 
  - Kōbe : noyau historique de Junkudō, le groupe y a son siège social et y a implanté cinq librairies : 
    - Chuō-ku : Sannomiya (1976, la plus ancienne librairie et la sixième plus grande de la chaîne, avec 1 400 m2, elle en accueille le siège social), gare de Sannomiya (1982), magasin de bande dessinée de la gare de Sannomiya (2001)
    - Higashinada-ku : Sumiyoshi (1989)
    - Tarumi-ku : Maiko (2001)

  - Ashiya (1992)
  - Akashi (1994)
  - Himeji : Junkudo Himeji (2001), gare de Himeji (2009)
  - Nishinomiya (2001)
- Préfecture de Kyōto - Kyōto : 2 librairies :
  - Shimogyō-ku : Junkudo Kyoto (1988, première librairie Junkudō hors de Kōbe)
  - Nakagyō-ku : Junkudo Kyoto BAL (2005, dans l'immeuble BAL, première librairie Junkudō à offrir un rayon de livres de médecine)
- Préfecture d'Ōsaka - Ōsaka : 4 librairies :
  - Chūō-ku : Namba (1996, première librairie Junkudō à offrir un salon de lecture)
  - Kita-ku : Tenmabashi (1998), Librairie principale d'Ōsaka (1999, dans le complexe Dojima Avanza, deuxième siège social du groupe et, avec 1 480 m2, cinquième plus grand magasin de la chaîne), Umeda (2005)

### Kyūshū
- Préfecture d'Ōita - Ōita : Junkudo Ōita (1995), magasin de bande dessinée d'Ōita (2005)
- Préfecture de Kagoshima - Kagoshima (1995)
- Préfecture de Fukuoka - Fukuoka (2001, 1 600 m2, plus grande librairie de l'ouest du Japon et quatrième plus grande de la chaîne)

### Kantō
- Tōkyō :
  - Arrondissements spéciaux :
    - Toshima : Junkudo Ikebukuro (1997, 2 000 m2 répartis en neuf niveaux dont un, le dernier, offrant des livres uniquement en langue anglaise, ce qui en fait la plus grande librairie du Japon, il accueille le siège social de la compagnie pour la région du grand Tōkyō)
    - Chiyoda : Junkudo Press Center (2002, dans le bâtiment de l'Agence de presse japonaise)
    - Shinjuku (2004, 1 650 m2 soit le troisième plus grand magasin de la chaîne)

  - Machida : Comics Junkudo Machida (2008)
- préfecture de Saitama - Saitama - Ōmiya : Ōmiya Loft (1999)
- préfecture de Chiba - Narashino : Comics Junkudo Tsudanuma (2008)
- préfecture de Gunma - Takasaki (2008)
- préfecture de Kanagawa - Fujisawa (2008)

### Tōhoku
- préfecture de Miyagi - Sendai - Aoba : Junkudo Sendai (1997), Junkudo Sendai Loft (2003)
- préfecture d'Iwate - Morioka (2006)
  - préfecture d'Akita - Akita (2007)

### Chūgoku
- préfecture de Hiroshima - Hiroshima (1999)

### Chūbu
- préfecture d'Aichi - Nagoya (2003)
- préfecture de Niigata - Niigata (2007)

### Hokkaidō
Hokkaidō ne comporte qu'une seule librairie, ouverte dans l'arrondissement de Chūō à Sapporo le 20 décembre 2008, la deuxième plus grande de la chaîne avec 1 800 m2.

### À l'étranger
La chaîne a ouvert une librairie spécialisée sur le Japon, sa culture et sa littérature, au 18 rue des Pyramides dans le 1er arrondissement de Paris, sous le nom de « librairie Junku ».